# NGC 1324
NGC 1324 ist eine Spiralgalaxie vom Hubble-Typ Sb im Sternbild Eridanus am Südsternhimmel. Sie ist rund 251 Millionen Lichtjahre von der Milchstraße entfernt und hat einen Durchmesser von etwa 160.000 Lichtjahren.
Entdeckt wurde das Objekt am 5. Dezember 1785 von William Herschel.